# Panawa
Panawa is een bestuurslaag in het regentschap Garut van de provincie West-Java, Indonesië. Panawa telt 3296 inwoners (volkstelling 2010).